# Joseph Wiel
Joseph Wiel (* 12. März 1828 in Bonndorf im Schwarzwald; † 5. März 1881) war ein deutscher Arzt, der sich auf Magenerkrankungen spezialisiert hatte.

## Leben
Joseph Wiel gelangte erst relativ spät nach wechselnden Schicksalen und Stellungen zum Studium der Medizin an der Albert-Ludwigs-Universität Freiburg, das er 1852/53 mit Absolvierung der Staatsprüfungen abschloss. Darauf ließ er sich in seiner Vaterstadt als Arzt nieder und heiratete dort am 26. Oktober 1854 Maria Agatha Weber. In der Folgezeit wechselte er mehrfach seinen Aufenthaltsort und war nacheinander Gemeindearzt in Möhringen, Spitalsarzt in Meersburg, Gerichts-Assistenzarzt in Engen und Badearzt in Langenbrücken. Er unterbrach dann seine praktische Tätigkeit gänzlich, um eine Reise nach Amerika anzutreten, von der er mittellos zurückkehrte. Von 1865 bis 1867 übernahm er eine Stelle als Distriktsarzt im württembergischen Rosenfeld, um dann nach vorübergehender Praxis in Konstanz wieder in seine Vaterstadt zurückzukehren. Dort praktizierte er unter anderem als „Kurarzt“ in der neu errichteten Pension und Badeanstalt „Steinamühle“ und widmete sich der Spezialbehandlung Magenkranker. Zu seinen Patienten dort zählte ab Juli 1875 für vier Wochen der Philosoph Friedrich Nietzsche. Über seine Erfahrungen und die von ihm befolgten diätetischen Grundsätze veröffentlichte Wiel eine Reihe von größeren und kleineren Schriften. In seinen letzten Lebensjahren praktizierte Wiel in Zürich und war dort zugleich Dozent am Polytechnikum.
Im Jahr 1881 übertrug Wiel an F. Ineichen, dem Mitinhaber der Kuranstalt Eglisau, das Recht, Lebensmittel unter der Marke Dr. Wiel zu verkaufen sowie das Autorrecht mehrerer seiner Schriften.
1872 arbeitete er zusammen mit seinem befreundeten Kollegen Conrad Meyer-Ahrens an dem kleinen Reiseführer: Bonndorf und Steinamühle, der 1873 in der Druckerei Binder in Bonndorf erschien.

## Schriften
- Abhandlung über die Krankheiten des Magens (Konstanz, 1868, Volltext in der Google-Buchsuche)
- Diätetisches Kochbuch mit besonderer Rücksicht auf den Tisch für Magenkranke (Freiburg in Breisgau, 1873)
- Tisch für Magenkranke (Karlsbad, 1875, Volltext in der Google-Buchsuche)